# Cacophony
Cacophony var ett amerikanskt neoklassiskt/speed metal/shred-band. Bandet skapades år 1986 av gitarristerna Marty Friedman och Jason Becker. Cacophony är fortfarande väldigt uppmärksammat för sin tekniskt avancerade, utmanande neoklassiska stil.
Bandet splittrades 1989, då Marty Friedman gick över till det mycket framgångsrika thrash metal-bandet Megadeth, och Jason Becker gick över till David Lee Roths soloband.

## Historia
Deras första album Speed Metal Symphony slog samman klassisk musik med hårdrock tillsammans med Friedmans exotiska skalor (mest uppenbart i låten "Ninja"). Albumet hade utmärkande snabb, melodisk och teknisk musik.

## Medlemmar
Senaste medlemmar
- Marty Friedman – basgitarr (1986–1987), sologitarr (1986–1989)
- Jason Becker – sologitarr (1986–1989)
- Jimmy O'Shea – basgitarr, bakgrundssång (1988–1989)
- Kenny Stavropoulos – trummor (1988–1989)

Tidigare medlemmar
- Atma Anur – trummor (1986–1988)
- Peter Marrino – sång (1986–1989)
- Deen Castronovo – trummor (1988)

Turnerande medlemmar
- Dan Bryant – sång (1989)
- Swain Noro (Craig Swain) – basgitarr, bakgrundssång (1988)

## Diskografi
Studioalbum
- 1987: Speed Metal Symphony
- 1988: Go Off!

Singel
- 1989: "Modal Magic" / "Go Off" (delad promo-singel med Frank Gambale)